# Нікольське (Кіровський район)
Ніко́льське (рос. Никольское) — село в Кіровському районі Ленінградської області, Росія.